# شکمچه ۲۵۵۵۲
سیارک ۲۵۵۵۲ (به انگلیسی: 25552 Gaster، نامگذاری:1999XS168) بیست و پنج هزار و پانصد و پنجاه و دومین سیارک کشف شده‌است که در ۱۰ دسامبر ۱۹۹۹ کشف شد.
قدر مطلق سیارک برابر ۱۴.۸ است.